# Моето момиче (сериал)
Моето момиче (на корейски: 마이걸, на английски: My Girl) е южнокорейски романтично-комедиен сериал от 2005 г. с участието на И Да Хе, И Донг Ук, И Джун Ги и Пак Ши Йон. Излъчва се по SBS от 14 декември 2005 г. до 2 февруари 2006 г. в сряда и четвъртък от 21:55 ч. за 16 епизода. Сериалът е хит по време на излъчването си – нарежда се на първо място в своя времеви интервал и достига пиков рейтинг от 24,9% на гледаемост. Освен това изстрелва актьорите И Да Хе, И Донг Ук и И Джун Ги в редиците на Халю звездите.

## Сюжет
Сол Гонг Чан е единственият наследник на хотелски бизнес. По молба на дядо си, който е на смъртно легло, Гонг Чан търси изгубената си братовчедка. Неговите опити са неуспешни, а здравето на стареца се влошава все повече и повече. Тогава съдбата го сблъсква с Чу Ю Рин.
Родом от остров Чеджу, Ю Рин живее с баща си, който е пристрастен към хазарта. Заради дълговете на баща си тя е станала особено опитна в лъжите и измамите, тъй като постоянно е преследвана от кредитори. Работи като екскурзовод на японски и китайски туристи, но парите ѝ не стигат. Когато баща ѝ избягва от острова, за да се скрие от длъжниците си, Ю Рин е решена да се издържа сама и да изчисти дълговете. Изключително общителна, тя може да се сприятели с всеки и е готова да стигне до всякакви крайности за пари.
След кратко запознанство Сол Гонг Чан решава да наеме Чу Ю Рин в ролята на отдавна изгубената внучка на дядо му, за да изпълни предсмъртното желание на стареца. Предлагайки месечна заплата плюс бонус, той я моли да прави това, което умее най-добре – да лъже. Не желаейки да мами умиращ човек, но отчаяна за парите, Ю Рин приема предложението и започва да играе ролята на отдавна изгубената внучка. По странен обрат на съдбата намирането на внучката му прави дядото толкова щастлив, че той се възстановява напълно.
Тъй като твърдят, че са братовчеди, Гонг Чан и Ю Рин са принудени да живеят заедно под един покрив. Но с течение на времето привличането между тях нараства. Любовта обаче е забранена за тези, които трябва да минат за братовчеди...
Междувременно в Ю Рин се влюбва и Со Джонг У – най-добрият прител на Гонг Чан и син на един от основните акционери в хотела. А бившата приятелка на Гонг Чан, Ким Се Хьон, професионален тенисист, се опитва да го спечели обратно.
Дали Гонг Чан и Ю Рин някога ще признаят чувствата си? Ще успее ли Гонг Чан да намери своята истинска братовчедка?

## Актьорски състав
- И Да Хе – Чу Ю Рин
- И Донг Ук – Сол Гонг Чан
- И Джун Ги – Со Джонг У
- Пак Ши Йон – Ким Се Хьон
- Бьон Хи Бонг – дядото на Гонг Чан
- Хуанг Бо Ра – Ан Джин Шим
- Ан Сук Хуан – Чанг Ил До
- Че Ран – Пе Ин Сун
- И Са Би – Юн Джин Кьонг
- Ким Йонг Рим – Чанг Хьонг Ча
- Хан Че Йонг – Че Ха На
- Че Хи – И монг Рьонг